# دامون سلفاتوري
دامون سالفاتوري هو شخصية خيالية في سلسلة روايات إل جيه سميث مذكرات مصاص الدماء . تم تمثيل شخصيته من قبل إيان سومرهالدر في المسلسل التلفزيوني. دامون هو أحد الشخصيتين الرئيسيتين إلى جانب ستيفان سالفاتوري ، وخاصة في الإطار الرئيسي للقصة، ميستيك فولز.
إنه جزء من مثلث الحب بين شقيقه ستيفان ( بول ويسلي ) ومصاصة دماء تدعى كاثرين بيرس ( نينا دوبريف ) والتي أجبرا على حبها عندما كانا لا يزالان بشرًا. بعد مرور قرن من الزمان على مغادرة دامون وستيفان لميستيك فولز، يعود كلاهما ويلتقيان بإيلينا جيلبرت (نينا دوبريف أيضًا)، وهي بشرية تشبه كاثرين تمامًا. يريد دامون أن يخطف إيلينا من ستيفان، لكنها تختار ستيفان بدلاً من دامون، ثم تنفصل إيلينا لاحقًا عن ستيفان بعد أن تطور مشاعرها تجاه دامون.